# Сабо, Шандор
Шандор (Александр) Сабо (венг. Szabó Sándor, словац. Alexander Szabó; 4 января 1906 — 16 октября 1966) — венгерский, чехословацкий и американский борец, чемпион Европы.

## Биография
Родился в 1906 году в Кошице, который тогда принадлежал Австро-Венгрии, а после Первой мировой войны оказался на территории нового государства Чехословакия; по национальности был венгром. В 1925 году стал чемпионом Чехословакии. В 1926 году стал обладателем бронзовой медали чемпионата Европы. В 1927 году стал чемпионом Европы. В 1928 году должен был принять участие в Олимпийских играх в Амстердаме, но спортивные власти сделали выбор не в его пользу.
С 1929 года переехал в Будапешт, где получил предложение от американского антрепренёра перейти в профессиональные борцы. В том же году отплыл из Гамбурга в Нью-Йорк, и начал свою многолетнюю профессиональную карьеру, в ходе которой трижды становился обладателем титула чемпиона мира.